# کامینوسکی
کامینوسکی (به لاتین: Kaminoseki) یک منطقهٔ مسکونی در ژاپن است که در استان یاماگوچی واقع شده‌است. کامینوسکی  ۳٬۲۷۸ نفر جمعیت دارد.